# 릭 맬럼브리
릭 멀램브리(Rick Malambri, 영어 발음: /məˈlæmbri/, 1982년 11월 7일 ~ )는 미국의 모델, 배우이다. 모델로 연예계 활동을 시작했으며 2004년 애버크롬비 & 피치 광고에 나왔다. 그가 배우로 활동하기 시작한 때는 2007년으로, 《내가 그녀를 만났을 때》 등에 출연하였다. 2009년 영화 《써로게이트》에 조연으로 나왔고, 2010년에는 《스텝 업 3D》에 주인공 루크를 맡게 되었으며, 탁월한 댄스 실력을 선보이며 많은 주목을 받았다. 2010년 잡지 더 맨(Da Man) 8월/9월호 화보 모델을 맡았다. 2010년 배우, 모델 리사 메이와 결혼했으나 2022년 이혼하였다.

## 출연 작품

### 영화
- 특수부대 사이보그 솔저 (2007, Universal Soldiers)
- 써로게이트 (2009)
- 스텝 업 3D (2010)
- A Holiday Heist (2011)

### 텔레비전
- 내가 그녀를 만났을 때 (2007)
- 파티 다운 (2009, Party Down)
- 크리미널 마인드 (2009)